# Harth-Pöllnitz
Harth-Pöllnitz – miejscowość i gmina w Niemczech, w kraju związkowym Turyngia, w powiecie Greiz.